# Liste des rues de Dublin
Cet article dresse une liste des voies de Dublin, en Irlande.

## Les noms des rues
La plupart des rues de Dublin portent des noms donnés pendant la période où l’Irlande était sous la domination de la Grande Bretagne. Certaines rues ont été renommées après l’indépendance et ont reçu le nom de personnalités irlandaises.
Les noms de rues peuvent être partagés en plusieurs catégories.
- Elles portent le nom d’une personnalité, Rois ou reines, nom de famille britannique, de Lord Lieutenant d’Irlande, nobles, lord Maire de Dublin ou autre bureaucrate officiel, nationalistes irlandais, diverses célébrités et propriétaires des terrains traversés par la voie.
- Elles portent le nom des églises, bâtiments publics, pubs, sites historiques, et autres endroits divers. Certaines peuvent aussi faire référence à leur caractéristique physique ou celle de leur environnement proche.

Les noms de rue portent en plus de leur titre une dénomination variable. Les plus grandes sont généralement les Avenue, Parade, Road, Quay et Street. Les plus petites, Alley, Close, Court, Lane, Mews, Place, Row ou Terrasse.
D’autres, le plus souvent dans les lotissements de la périphérie de la ville portent des appellations comme cottages, gardens, grove, hill, market, park, square, villa et yard.

## Plaques
Les rues de Dublin sont signalées par des plaques rédigée dans un style britannique et places sur les bâtiments se trouvant aux angles des rues. Les plaques de rue de Dublin sont écrites en lettres blanches sur fond bleu et comportent à la fois le nom anglais et le nom irlandais complétés par le numéro du code postal de Dublin auquel l’endroit est rattaché.

## La numérotation
Le système de numérotation des bâtiments suit généralement le système britannique. Dans de nombreuses rues la numérotation est faite de façon séquentielle d’un côté de la rue jusqu’à son extrémité pour continuer ensuite dans le sens contraire de l’autre côté de la rue. Les nombres commencent de l’endroit le moins élevé pour aller vers celui le plus élevé, ou de l’endroit le plus proche de la Liffey vers le plus éloigné.

## Histoire
Les premières rues de Dublin étaient quatre routes  convergeant vers le site primitif de la ville Áth Cliath sur la Liffey. Il s’agit du Slige Chualann vers le Leinster au sud et dont Harold's Cross Road suit approximativement le tracé, Slige Dála vers le Munster au sud-ouest (Crumlin Road), Slige Mór vers le Connacht à l’ouest (Inchicore Road) etSlige Midluachra vers l’Ulster au nord (Dorset Street).
Lorsque les Vikings établissent la ville fortifiée de Dublin, les rues principales sont celles qui correspondent aux actuelles High Street et Castle Street.
Les Anglo-normands maintiennent le plan des rues vikings et élargissent la ville en gagnant des terres sur l’embouchure de la Liffey. La partie nord de la ville le long des actuelles Cook Street et Essex Street se développe en suivant un plan relativement géométrique. Les rues deviennent connues pour leur activité particulière, commerçante ou industrieuse. De nombreux noms actuels reflètent cette histoire économique (Winetavern Street, Cook Street, Fishamble Street, Ship Street [originellement Sheep Street]).  La plupart des rues se trouvant à l’intérieur des murs de la ville datent de cette époque là.
La première carte de Dublin est produite en 1610 par John Speed. À cette époque, le développement urbain a débordé les murs de la ville et certaines rues ont gardé le nom des transformations faites à ce moment-là comme James's Street, Stephen Street ou Francis Street.
Dans le Dublin de l’époque géorgienne du milieu et de la fin du XVIIIe siècle, la Wide Streets Commission remodèle l’ancien système de rues et crée un réseau d’artères principales par la démolition de nombreux bâtiments pour créer de toutes nouvelles artères ou simplement en élargir d’autres. La plupart des rues de cette période portent des noms issus de l’histoire britannique. Certaines d’entre elles ont été renommées après l’indépendance avec des noms irlandais.

## Liste alphabétique
- Haut – A
- B
- C
- D
- E
- F
- G
- H
- I
- J
- K
- L
- M
- N
- O
- P
- Q
- R
- S
- T
- U
- V
- W
- X
- Y
- Z

### A
- Abbey Street
- Ailesbury Road
- Amiens Street

### B
- Bachelors Walk
- Baggot Street

### C
- Capel Street
- Carrickbrack Road
- Castle Street
- Cathal Brugha Street
- Clanbrassil Street
- Clyde Road
- College Green
- Cook Street
- Cork Street
- Crumlin Road

### D
- Dame Street
- Dawson Street
- D'Olier Street
- Dorset Street
- Drumcondra Road

### E
- East Wall Road
- Eden Quay
- Ely Place
- Essex Street

### F
- Fishamble Street

### G
- Gardiner Street
- Georges Quay
- Grafton Street

### H
- Harold's Cross Road
- Henrietta Street
- Henry Street
- Herbert Park
- Herbert Road
- Heytesbury Street
- High Street

### I
- Inchicore Road

### K
- Kildare Street

### L
- Leeson Street

### M
- Marlborough Street
- Marrowbone Lane
- Merrion Square
- Merrion Street
- Molesworth Street
- Moore Street[1]
- Mountjoy Square

### N
- Nassau Street
- Newbridge Avenue
- North Circular Road
- North Strand Road
- Nutley Lane

### O
- O'Connell Street

### P
- Park Avenue
- Parnell Square
- Parnell Street
- Pearse Street
- Pembroke Road,

### R
- Raglan Road

### S
- Sandymount Avenue
- Sheriff Street
- South Circular Road
- St Stephen's Green
- Sydney Parade Avenue

### T
- Talbot Street
- Tara Street
- Temple Bar
- Thomas Street
- Tritonville Road

### W
- Wellington Quay
- Westmoreland Street
- Wicklow Street
- Wood Quay